# Encyclia trautmannii
Encyclia trautmannii là một loài thực vật có hoa trong họ Lan. Loài này được Senghas mô tả khoa học đầu tiên năm 2001.